# Nena (banda)
Nena fue un grupo musical alemán de la nueva ola formado en Berlín Occidental en 1981 y que estuvo en activo hasta 1987.
Dos de sus mayores éxitos fueron 99 Luftballons de 1983 y su respectiva versión en inglés un año después.

## Historia

### Inicios y primeros éxitos
La banda se formó en Berlín Occidental en el año 1982, con Gabriele Kerner (conocida como Nena) como vocalista, junto con el batería, su entonces novio, Rolf Brendel. Posteriormente se irían incorporando los demás miembros.
Aquel mismo año debutaron en el programa televisivo Musikladen de la cadena ARD con el sencillo Nur geträumt. Dicho tema alcanzó el segundo puesto del chart alemán durante seis semanas. En cuanto al mercado internacional, ocuparon los primeros puestos de las listas de Austria, Bélgica, Holanda y Suiza. Al año siguiente publicaron su siguiente sencillo: 99 Luftballons, tema que estuvo siete semanas en el segundo puesto antes de alcanzar el puesto más alto al igual que el álbum homónimo.
En 1984 publicaron ? (Fragezeichen). Por aquel entonces, 99 Luftballons cruzó el charco y llegó a las listas estadounidenses donde llegó a ser uno de los temas más exitosos en idioma extranjero de la historia del US Billboard aparte del éxito en Europa y Asia. Debido a la gran acogida del sencillo, publicaron la versión en inglés obteniendo así reconocimiento internacional.
A medida que fueron cosechando frutos con 99 Luftballons en el mercado internacional, dentro de la RFA continuaron obteniendo éxitos con varios singles entre 1984 y 1985 entre los que destacan: Rette mich y Irgendwie, irgendwo, irgendwann.

### Declive
Sin embargo, al grupo fue incapaz de superar el éxito de 99 Luftballons, y los demás singles como Just a Dream (versión en inglés de Nur geträumt) y el álbum: It's All in the Game pasaron sin pena ni gloria en los charts tanto de Estados Unidos como británico.
Fue a partir de la segunda mitad de 1985 cuando Nena empezaron a notar cómo la asistencia del público a sus conciertos empezaba a descender al igual que sus dos últimos singles del álbum: Feuer und Flamme.
En 1986 publicaron su último álbum de estudio: Eisbrecher con el mismo resultado negativo de los tres trabajos anteriores. Finalmente y sin anunciarlo, en 1987 decidieron disolver la banda. Aquel mismo año también tuvieron que hacer frente a problemas personales con el resultado del fin de la relación entre Kerner y Brendel, al igual que entre el bajo: Jürgen Dehmel con la hermana de la vocalista.

## Discografía

### Álbumes de estudio
| Título                                                  | Observaciones                                                                                         | Puesto en el chart | Puesto en el chart | Puesto en el chart | Puesto en el chart | Puesto en el chart | Puesto en el chart | Puesto en el chart | Puesto en el chart | Certifiaciones   |
| Título                                                  | Observaciones                                                                                         | ALE                | AUT                | HOL                | NOR                | SUE                | SUI                | RU                 | USA                | Certifiaciones   |
| ------------------------------------------------------- | --- | ------------------ | ------------------ | ------------------ | ------------------ | ------------------ | ------------------ | ------------------ | ------------------ | ---------------- |
| Nena                                                    | - Fecha de lanzamiento: 14 de enero de 1983 - Label: CBS Schallplatten GmbH - Formato: CD, casete, LP | 1                  | 1                  | 2                  | —                  | —                  | —                  | —                  | —                  | - BVMI: Platinum |
| ?                                                       | - Fecha de lanzamiento: 27 de enero de 1984 - Label: CBS Schallplatten GmbH - Formato: CD, casete, LP | 1                  | 1                  | 2                  | 17                 | 11                 | 1                  | —                  | —                  | - BVMI: Platinum |
| Feuer und Flamme                                        | - Fecha de lanzamiento: 24 de junio de 1985 - Label: CBS Schallplatten GmbH - Formato: CD, casete, LP | 2                  | 16                 | 19                 | —                  | —                  | 5                  | —                  | —                  | - BVMI: Gold     |
| Eisbrecher                                              | - Fecha de lanzamiento: 24 de noviembre de 1986 - Label: CBS Schallplatten GmbH - Formato: CD, LP     | 45                 | —                  | —                  | —                  | —                  | —                  | —                  | —                  |                  |
| "—": No alcanzó el chart, o no fue publicado en el país | |                    |                    |                    |                    |                    |                    |                    |                    |                  |

### En idioma inglés
| Título                                                  | Observaciones | Puesto en el chart | Puesto en el chart | Puesto en el chart | Puesto en el chart | Puesto en el chart | Puesto en el chart | Puesto en el chart | Puesto en el chart | Certificaciones |
| Título                                                  | Observaciones | ALE                | AUT                | HOL                | NOR                | SUE                | SUI                | RU                 | USA                | Certificaciones |
| ------------------------------------------------------- | --- | ------------------ | ------------------ | ------------------ | ------------------ | ------------------ | ------------------ | ------------------ | ------------------ | --------------- |
| 99 Luftballons                                          | - Fecha de lanzamiento: 8 de abril de 1984 - Discográfica: CBS Schallplatten GmbH, Epic Records - Formato: CD, casete, LP | 23                 | —                  | —                  | 16                 | 2                  | —                  | 31                 | 27                 | - MC: Gold      |
| It's All in the Game                                    | - Fecha de lanzamiento: 10 de noviembre de 1985 - Discográfica: CBS Schallplatten GmbH, Epic Records - Formato: CD, LP    | —                  | —                  | —                  | —                  | —                  | —                  | —                  | 168                |                 |
| "—": No alcanzó el chart, o no fue publicado en el país | |                    |                    |                    |                    |                    |                    |                    |                    |                 |